# (7920) 1981 XM2
(7920) 1981 XM2 (1981 XM2, 1981 YK, 1991 CN2) — астероїд головного поясу, відкритий 3 грудня 1981 року.
Тіссеранів параметр щодо Юпітера — 3,383.